# Tomato n'Pine
Tomato n'Pine (トマトゥンパイン, souvent abrégé en Tomapai) est un groupe féminin de J-pop, composé d'idoles japonaises ayant commencé leur carrière en 2009.

## Histoire
Tomato n'Pine a été créé en avril 2009 et était alors composé de deux membres : Yui Koike (en) et Jun Kanaki. Toutes les deux avaient été semi-finalistes du concours de miss magazine 2008 et partagent la même date de naissance (à savoir le 4 avril 1991, 4 avril qui est également le jour anniversaire du groupe). Cependant, durant l'été 2009, Jun se met en pause à cause de ses études et quittera définitivement le groupe au printemps 2010. C'est à ce moment-là qu'arrivent Hinako Kusano (Hina) et Erika Wada (Wada). Depuis, le groupe tourne donc à trois membres et a entre autres participé aux différentes éditions du Tokyo idol festival. Durant l'année 2011, Yui a alterné entre activités avec les Tomapai et son rôle dans la série Kaizoku sentai Gokaiger (Ahim de Famille/Gokaipink).
Leur chanson Nanairo Namida a servi de générique de fin de la série anime Beelzebub en 2011.
En novembre 2012, le groupe annonce sa dissolution et donne un dernier concert  le même mois.

## Membres
- YUI, Yui Koike (小池唯, Koike Yui?)
- HINA, Hinako Kusano (草野日菜子, Kusano Hinako?)
- WADA, Erika Wada (和田えりか, Wada Erika?)

### Ex-membre
- Jun Kanaki (奏木純, Kanaki Jun?), née le 4 avril 1991

## Discographie

### Albums
1. 4 avril 2009 – Life is Beautiful
2. 1er août 2012 - PS4U

### Singles
Indépendants
1. 15 mai 2010 – Captain wa Kimi da! (キャプテンは君だ!（Captain wa kimi da!）?)
2. 25 août 2010 – Captain wa kimi da! (キャプテンは君だ!?)

Majors
1. 9 mars 2011 – Tabidachi Transfer (旅立ちトランスファー?)
2. 17 août 2011 – Nanairo☆Namida (なないろ☆ナミダ?)
3. 7 décembre 2011 - Jingle Girl Joui Jidai (ジングルガール上位時代?)

### Singles digitaux
1. 28 juillet 2010 - Nagisa ni Matsuwaru Et Cetera (渚にまつわるエトセトラ)
2. 13 octobre 2010 - 10gatsu no Indian (10月のインディアン)

## Divers

### Télévision
- 17 août 2010 - PigooHD: Ongaku Tokushu ~Tomato n' Pine (音楽特集 ~Tomato n' Pine)
- 9 octobre 2010 /  22 janvier 2011 - Nippon Television: CHiN iDOL (アイドルちん)
- 23 janvier 2012 - TBS: Coming Soon! (アイドルちん)

### Radio
- 27 mai 2010 -  DJ Tomoaki's Radio Show!
- 3 juillet 2010 - Hime Kotoki Channel (琴姫チャンネル)
- 4 octobre 2010 / 17 décembre 2012 - Tomato n' Pine no 3-ri Ireba Daijobu (Tomato n' Pineの3人いれば大丈夫～)
- 1er février 2012 / 30 novembre 2012 - Tomato n' Pine no Shiranai Sekai (Tomato n' Pineの知らない世界)
- 1er juin 2012 / 1er décembre 2012 - Tomato n' Pine no Mokuyo Shinya no Kara Sawagi! (トマパイの木曜深夜のカラ騒ぎ!)